# Estenòs
Estenòs (oficial Esténos) és un municipi francès situat al departament de l'Alta Garona i a la regió d'Occitània.